# 圣勒代斯朗
圣勒代斯朗（法語：Saint-Leu-d'Esserent，法語發音：[sɛ̃ lø dɛsʁɑ̃]）是法国瓦兹省的一个市镇，属于桑利斯区。

## 地理
圣勒代斯朗（49°13'2"N, 2°25'19"E）面积13.08 平方千米，位于法国上法蘭西大區瓦兹省，该省份为法国北部内陆省份，北起索姆省，西接厄尔省和滨海塞纳省，南至塞纳-马恩省和瓦兹河谷省，东临埃纳省。
与圣勒代斯朗接壤的市镇（或旧市镇、城区）包括：蒂韦尔尼、布兰库尔莱普雷西、维莱苏圣勒、古维约、圣马克西曼、蒙塔泰尔、克拉穆瓦西、迈塞勒。

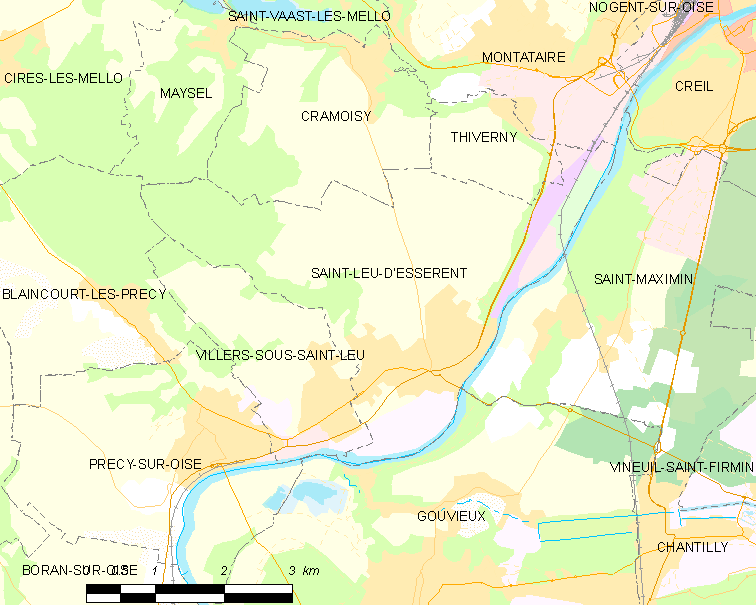
圣勒代斯朗的OSM定位图

圣勒代斯朗的时区为UTC+01:00、UTC+02:00（夏令时）。

## 行政
圣勒代斯朗的邮政编码为60340，INSEE市镇编码为60584。

## 政治
圣勒代斯朗所属的省级选区为蒙塔泰尔县。

## 人口

1962-2008年间圣勒代斯朗人口变化图示

圣勒代斯朗于2022年1月1日时的人口数量为4576人。